# Boholț
Boholț (veraltet Boholța; deutsch Buchholz [im Altland], ungarisch Boholc) ist ein Dorf der Gemeinde Beclean im Kreis Brașov in Rumänien.

## Geographische Lage
Das Dorf Boholț liegt im Altland in der historischen Region Siebenbürgen an der Kreisstraße (Drum județean) DJ 104J etwa 15 Kilometer nordwestlich von der Stadt Făgăraș (Fogarasch) entfernt.

## Geschichte
Boholț wurde erstmals in einem Brief aus dem Jahr 1319 urkundlich erwähnt. Am Anfang trug das Dorf den Namen Făget.

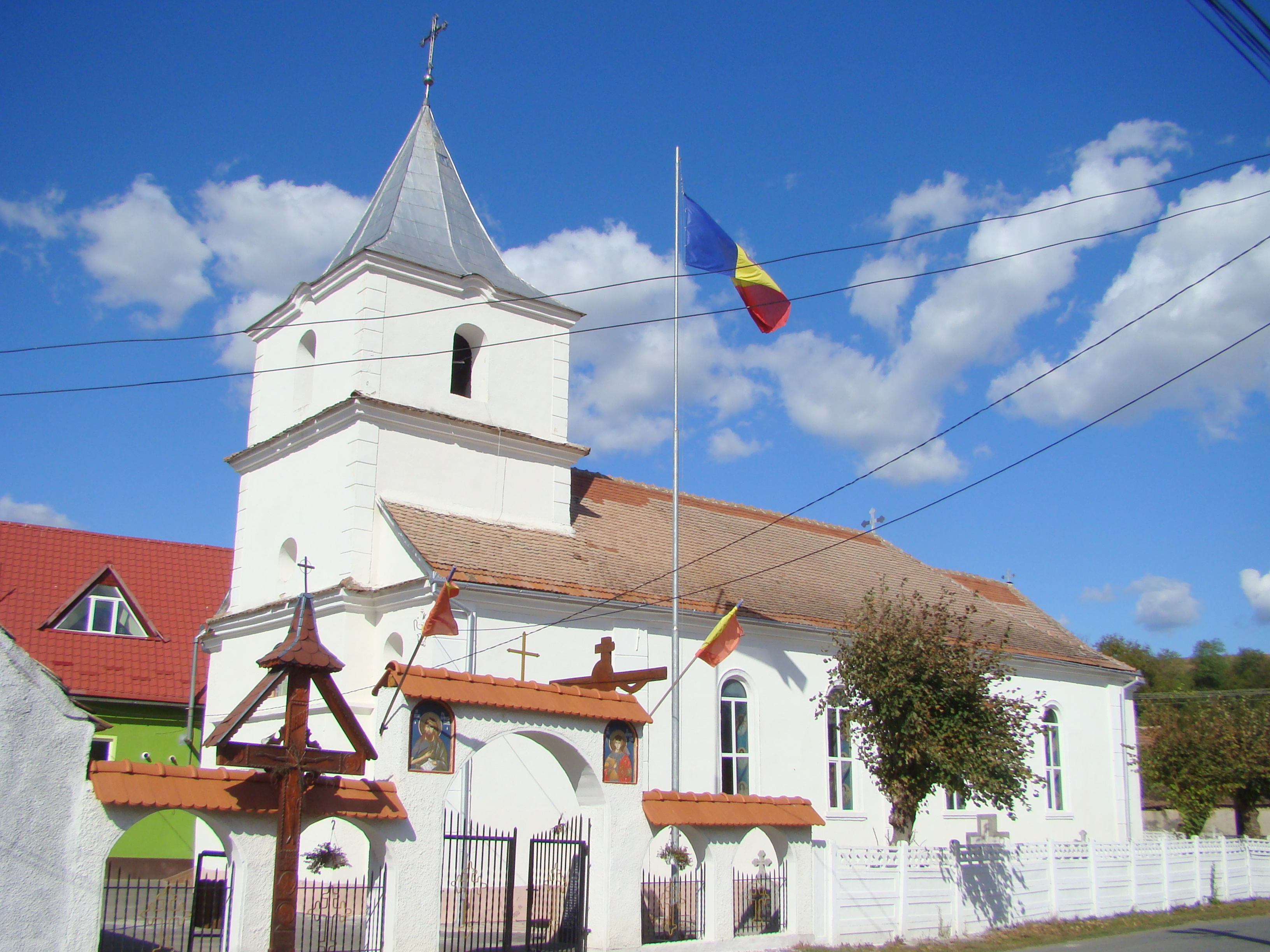
Kirche Sfântul Ioan Botezătorul
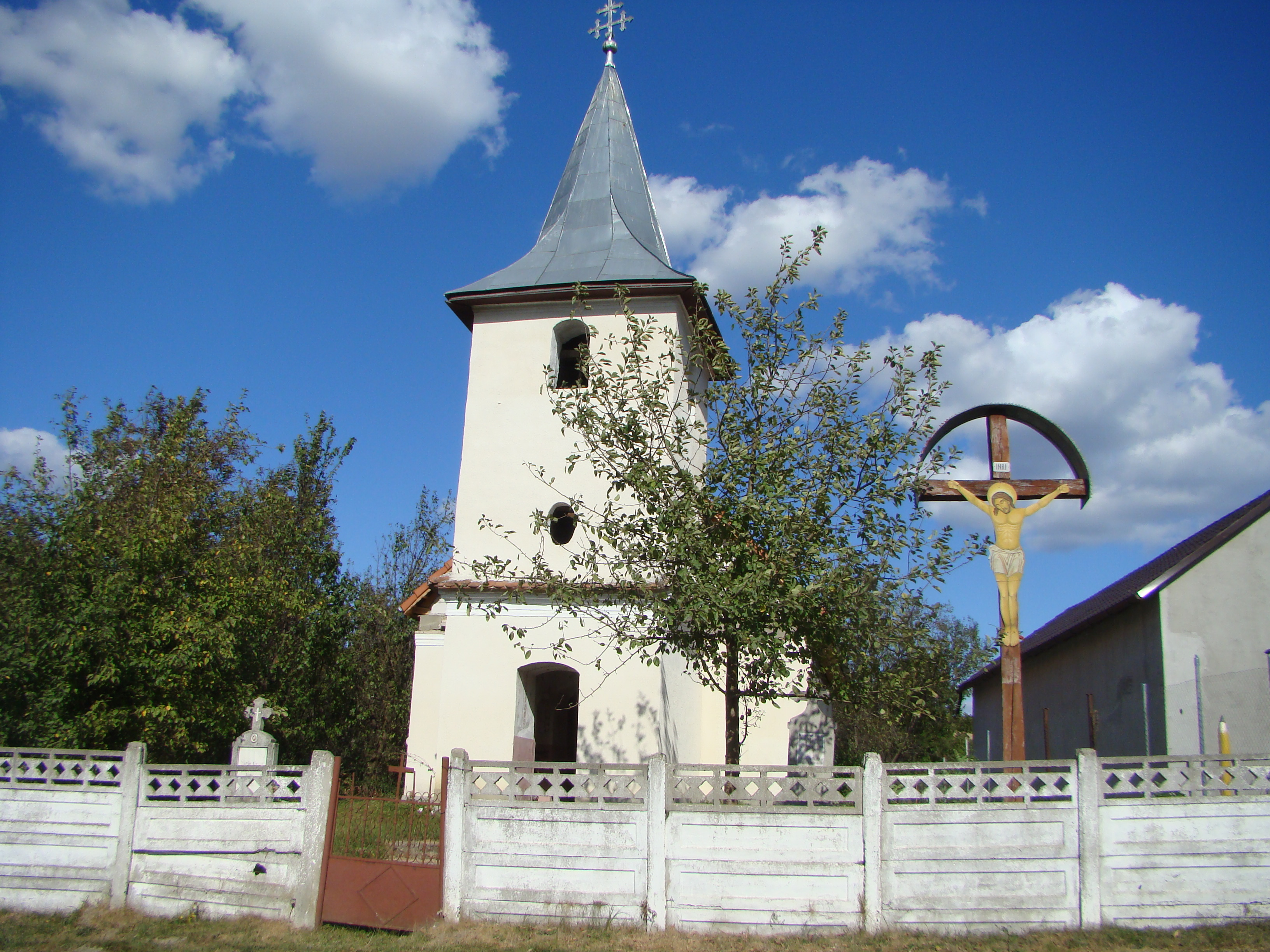
Kirche Sfântul Gheorghe